# Цей незручний момент (фільм, 2015)
«Цей незручний момент» (фр. Un moment d'égarement) — французька кінокомедія, 2015 року режисера Жана-Франсуа Ріше. Фільм є римейком однойменної стрічки режисера Клода Беррі 1977 року. Прем'єра фільму відбулася 11 червня 2015 року на кінофестивалі романтичних фільмів у Кабурі.

## Синопсис
Двоє нерозлучних друзів вирушають відпочивати на Корсику без дружин, проте зі сімнадцятирічними доньками. Саме там стається роман між сорокап'ятирічним Лораном (Венсан Кассель) та сімнадцятирічною Луною (Лола Ле Ланн), донькою найкращого друга Антуана (Франсуа Клюзе).
Луна ініціює стосунки, сподіваючись на продовження роману. Проте Лоран їхню близькість вважає помилкою і хоче все припинити. Аби його стимулювати, дівчина скаржиться батькові на дії невідомого коханця, істотно старшого чоловіка, який спокусив і покинув її. Батько прагне розшукати та покарати кривдника, запрошуючи Лорана до тісної співпраці.

## В ролях
| Венсан Кассель | ···· | Лоран        |
| Франсуа Клюзе  | ···· | Антуан       |
| Лола Ле Ланн   | ···· | Луна         |
| Еліс Ісааз     | ···· | Марі         |
| Філіпп Наон    | ···· | сусід        |
| Аннеліз Есме   | ···· | клубна жінка |

## Особливості та факти
- Події римейку 2015 року, на відміну від фільму 1977 року, перенесено з Сен-Тропе до Корсики[4]
- У 1984 році в США було знято свій римейк стрічки Клода Беррі — комедію «У всьому винувате Ріо» Стенлі Донена з Майклом Кейном у головній ролі. У суто американській історії показано роман старшого чоловіка та юної доньки його друга, який був лише засобом для родинної терапії[4].